# Paul Fentz
Paul Fentz (Berlino, 8 settembre 1992) è un ex pattinatore artistico su ghiaccio tedesco.

## Biografia
Ha iniziato a partecipare all'ISU Junior Grand Prix nella stagione 2008-2009. Il suo debutto internazionale senior è avvenuto al Triglav Trophy 2011.
Nella stagione 2011-12 ha vinto la medaglia d'argento ai campionati tedeschi 2012. Ha fatto parte della spedizione tedesca ai campionati europei di Sheffield 2012: dopo aver superato le eliminatorie, si è piazzato al 23º posto nel programma corto ed al 15° nel programma libero, concludendo al 17º nella classifica generale.
Ha vinto la sua prima medaglia internazionale senior nel febbraio 2013, ottenendo il bronzo ai Bavarian Open e poi l'argento all'Hellmut Seibt Memorial.
Agli europei di Bratislava 2016 ha ottenuto il 16º posto nel corto e 17° nel libero, classificandosi 16º.
L'anno successivo agli europei di Ostrava 2017, si è piazzato al 12º posto nel corto e 8° nel libero, concludendo e al 10°. A mondiali di Helsinki 2017 ha ottenuto il 20º posto. Grazie a questo risultato, la nazionale tedesca ha ottenuto un posto nel singolo maschile alle Olimpiadi invernali di Pyeongchang 2018. Lo stesso anno ha vinto l'argento al NRW Trophy e il bronzo alla Toruń Cup.
Ha rappresentato la Germania ai Giochi olimpici invernali di Pyeongchang 2018, dove si è classificato 22º nel singolo. Nella gara a squadre ha ottenuto il 7º posto.
Ai mondiali del 2018, si è piazzato 15º suo miglior piazzamento iridato della carriera. All'europeo 2018 si è classificato 16º.
È tornato alle Olimpiadi a Pechino 2022, dove si è classificato 9º nella gara a squadre.
Si è ritirato dalla carriera agonistica il 3 gennaio 2023.